# Italiens Grand Prix 1961
Italiens Grand Prix 1961 var det sjunde av åtta lopp ingående i formel 1-VM 1961.  

## Rapport
Ferrari hade redan säkrat konstruktörstiteln men kampen om förarmästerskapet mellan deras förare Wolfgang von Trips och Phil Hill återstod. Det var fördel Hill, som hade 38 poäng mot von Trips 33. Stirling Moss hade dock en teoretisk chans att vinna förartiteln, om han vann detta och även det sista loppet. 
Ferrari imponerade under kvalificeringen och hade fem av de sex första startplatserna. von Trips startade från pole position med debutanten Ricardo Rodriguez bredvid sig. Richie Ginther and Phil Hill stod i andra raden med Graham Hill i BRM och Giancarlo Baghetti i en privat Ferrari bakom. I starten tog Phil Hill ledningen före Ginther, Rodriguez, Jim Clark och von Trips. De två senare kolliderade när de närmade sig Parabolica. Clark kvaddade sin Lotus men klarade sig själv oskadd medan von Trips Ferrari slog i ett skyddsstaket och började rulla runt. von Trips kastades ur sin bil och omkom tillsammans med 14 åskådare som träffades av hans bil. 
Loppet stoppades dock inte utan Ferrari kunde fortsätta att visa upp sig. Rodriguez, Baghetti och Ginther fick dock diverse problem och var tvungna att bryta, vilket gjorde att Phil Hill kunde vinna loppet och också, som förste amerikan, säkra förarmästerskapet dock utan något firande denna sorgliga söndag. 

## Resultat
1. Phil Hill, Ferrari, 9 poäng
2. Dan Gurney, Porsche, 6
3. Bruce McLaren, Cooper-Climax, 4
4. Jackie Lewis, H&L Motors (Cooper-Climax), 3
5. Tony Brooks, BRM-Climax, 2
6. Roy Salvadori, Reg Parnell (Cooper-Climax), 1
7. Carel Godin de Beaufort, Ecurie Maarsbergen (Porsche)
8. Lorenzo Bandini, Scuderia Centro Sud (Cooper-Maserati)
9. Maurice Trintignant, Scuderia Serenissima (Cooper-Maserati)
10. Tim Parnell, Tim Parnell (Lotus-Climax)
11. Henry Taylor, BRP (Lotus-Climax)
12. Renato Pirocchi, Pescara Racing Club (Cooper-Maserati)

### Förare som bröt loppet
- Stirling Moss, R R C Walker (Lotus-Climax) (varv 36, hjullager)
- Richie Ginther, Ferrari (23, motor)
- Gaetano Starrabba, Prince Gaetano Starrabba (Lotus-Maserati) (19, motor)
- Joakim Bonnier, Porsche (14, upphängning)
- Ricardo Rodriguez, Ferrari (13, bränslesystem)
- Giancarlo Baghetti, FISA/Scuderia Sant'Ambroeus (Ferrari) (13, motor)
- Nino Vaccarella, Scuderia Serenissima (De Tomaso-Alfa Romeo) (13, motor)
- Masten Gregory, BRP (Lotus-Climax) (11, upphängning)
- Graham Hill, BRM-Climax (10, motor)
- Jack Brabham, Cooper-Climax (8, överhettning)
- Brian Naylor, JBW-Climax (6, motor)
- Innes Ireland, Lotus-Climax (5, chassi)
- Jack Fairman, Fred Tuck Cars (Cooper-Climax) (5, motor)
- John Surtees, Reg Parnell (Cooper-Climax) (2, olycka)
- Wolfgang von Trips, Ferrari (1, fatal olycka) †
- Jim Clark, Lotus-Climax (1, olycka)
- Roberto Bussinello, De Tomaso-Alfa Romeo (1, motor)
- Wolfgang Seidel, Scuderia Colonia (Lotus-Climax) (1, motor)
- Roberto Lippi, Scuderia Settecolli (De Tomaso-OSCA) (1, motor)
- Gerry Ashmore, Gerry Ashmore (Lotus-Climax) (0, olycka)

### Förare som ej startade
- Massimo Natili, Scuderia Centro Sud (Cooper-Maserati) (Bilen kördes av Renato Pirocchi)

### Förare som ej kvalificerade sig
- André Pilette, ENB (Emeryson-Climax)